# Good Night (film)
Pour les articles homonymes, voir Good Night.
Pour plus de détails, voir Fiche technique et Distribution.
Good Night est un court-métrage brésilien de l'acteur et réalisateur Paulo Leão.
Réalisé en 2023, entièrement en noir & blanc et sans lignes, le film est la première incursion du réalisateur dans le genre de l'horreur.

## Synopsis
Des bruits et des mouvements étranges se produisent la nuit dans une maison. Et son résident doit composer avec cette situation et faire face à ses éventuelles conséquences.

## Fiche technique
- Titre original : Good Night
- Réalisation : Paulo Leão
- Scénario : Paulo Leão
- Production : Paulo Leão
- Producteur associé : OlharFilmes/Samsara Film
- Distribution : OlharFilmes/Samsara Film
- Durée : 5 minutes
- Genre : Horreur
- Pays : Brésil
- Langue : Portugais
- Format : noir et blanc
- Date de sortie : 13 août 2023

## Lancement et carrière
Le lancement a eu lieu en 2023, en version réduite au Festival Internacional do Minuto et en 2024, le film Good Night entre dans la sélection officielle du Black & White Film Festival, à Toronto - Canada, où il reçoit le Prix du meilleur film d'horreur,.
Toujours en 2024 au Canada, Good Night a reçu le prix du meilleur des films sud-américains, au Festival SCI-FI/Fantasy de Toronto.

## Production
La production de Good Night suit la ligne du cinéma indépendant largement utilisée par le réalisateur Paulo Leão, où il combine une fois de plus les rôles d'acteur, de réalisateur et de scénariste,.

## Festivals
Sélections officielles  :
- Festival Internacional do Minuto 2023 - Brésil
- Black & White Film Festival 2024 - Canada
- Toronto Fantasy/SCI-Fi Film & Screenplay Festival 2024 - Canada
- Lift-Off Sessions 2024 - Royaume-Uni
- Shortverse 2024 – Plateforme de streaming courts métrages [8]
- Hollywood North International Film Festival 2025 - Canada
- Lift-Off Filmmakers Sessions 2025

## Distinctions
Récompenses et nominations
| Année | Cérémonie ou récompense                             | Prix                                 | Résultat   | Réf    |
| ----- | --------------------------------------------------- | ------------------------------------ | ---------- | ------ |
| 2024  | Festival du Film Noir & Blanc - Mars 2024           | Prix du meilleur film d'horreur      | Nomination | [ 1 ]  |
| 2024  | Festival du Film Noir & Blanc - Mars 2024           | Prix du meilleur film d'horreur      | Lauréat    | [ 9 ]  |
| 2024  | Festival SCI-FI/Fantastique de Toronto - avril 2024 | Prix du public                       | En attente | [ 10 ] |
| 2024  | Festival SCI-FI/Fantastique de Toronto - avril 2024 | Le meilleur des films sud-américains | Lauréat    | [ 5 ]  |
| 2025  | Hollywood North International Film Festival         | Best Director - Prix du public       | Nomination | [ 11 ] |

### Autres films de Paulo Leão
- Por Que Você Veio Morar Aqui?
- A Hora[12]
- I Miss You
- Happy Birthday
- J'Adore Travailler[13]